# 亞河豚科
亞河豚科（學名：Iniidae）是淡水豚的一個科，於1846年由英國動物學家约翰·爱德华·格雷發表描述
。本科的現生類群只有分布於南美洲的亞河豚屬，其下包含2-3種物種與若干亞種，另外還有數個已滅絕的屬。本科類群的外形與海豚有所差異，可能有助其適應淡水中的生活，其顏色、體型為兩性異形，因應雨季可能有季節性的遷徙。關於本科的研究仍少，且對亞馬遜河豚以外物種的研究尤為缺乏。

## 分類
- 亞河豚超科 Inioidea
  - 亞河豚科 Iniidae
    - †棱河豚属（英语：Goniodelphis） Goniodelphis
      - G. hudsoni

    - 亞河豚屬 Inia
      - 阿拉瓜亞河豚（英语：Araguaian river dolphin） I. araguaiaensis
      - 亞馬遜河豚 I. geoffrensis
        - 玻利維亞河豚（英语：Bolivian river dolphin） I. g. boliviensis
        - 亞馬遜河豚 I. g. geoffrensis
        - 奥里诺科河盆地亚种 I. g. humboldtiana

    - †Isthminia（英语：Isthminia）
      - †I. panamensis

    - †梅赫林亞河豚屬 Meherrinia
    - †等吻河豚屬（英语：Ischyrorhynchus） Ischyrorhynchus（Anisodelphis）
      - I. vanbenedeni

    - †Saurocetes（Saurodelphis、Pontoplanodes）
      - S. argentinus
      - S. gigas